# Analyse de déroulement
L'Analyse de déroulement est une méthode de relevé de données utilisés par le bureau des méthodes, afin d'avoir une meilleure organisation du travail. Elle peut être utilisé dans le cadre d'une analyse de poste.

## Utilités
Elle permet de repérer les gaspillages et de mesurer les distances de déplacement et les durées, afin de vérifier l'efficacité du processus choisis et le cas échéant de procéder à des améliorations de le cadre de l'amélioration continue.

## Fonctionnement
L'analyse de déroulement est présentée sous forme de tableau. Toutes les opérations de transformation, de stockage, de transport ou de contrôle y sont inscrites. Il doit également y être précisé les durées et distances de déplacement ainsi que les quantités de pièces déplacées.